# الحرش (بلفاع)
الحرش هي إحدى مشيخات المملكة المغربية، تتبع جغرافيا لإقليم شتوكة آيت باها وإداريًا لبلفاع. يقدر عدد سكانها بـ 2611 نسمة حسب الإحصاء الرسمي للسكان والسكنى لسنة 2004.